# Kardinal-Höffner-Kreis
Der Kardinal-Höffner-Kreis (KHK) wurde im Jahre 1992 in Bonn als ein lockerer Zusammenschluss von christlichen Abgeordneten der CDU/CSU-Bundestagsfraktion, Unternehmerpersönlichkeiten aus den Reihen des „Bundes Katholischer Unternehmer“ (BKU) und Journalisten gegründet. Er verstand sich von Beginn an als Forum engagierter Christen an der Nahtstelle zwischen Politik, Wirtschaft und Gesellschaft. Die meisten seiner Mitglieder sind katholischer Konfession und in katholischen Organisationen aktiv. Der Kreis hat nicht den Status eines Arbeitskreises der CDU (wie z. B. der Evangelische Arbeitskreis).

## Entstehungsgeschichte
Nach einigen Vorgesprächen in der Folge des Beschlusses des Deutschen Bundestages zur Verlegung von Regierung und Parlament nach Berlin, kam es im März 1992 zu einem Gründungstreffen des Kreises im Keller des von Norbert Blüm geleiteten Bundesarbeitsministeriums. Zu den Ideengebern, Gründern und ersten Gestaltern des Kreises gehörten der CSU-Politiker und Bundestagsabgeordneten Norbert Geis, der Sekretär des Geschäftsordnungsausschusses des Deutschen Bundestages, Gerald Kretschmer und die CDU-Politiker Bernhard Worms (beamteter Staatssekretär im Bundesarbeits- und Sozialministerium) und Christoph Böhr (CDU-Landtagsabgeordneter aus Rheinland-Pfalz). Der Unternehmer Philipp Laufenberg brachte den BKU und damit das katholische Unternehmertum in diesen Kreis ein, der Publizist Martin Lohmann die Stimme des katholischen Journalismus. Allen war es ein gemeinsames Anliegen, dass der wirtschafts- und sozialpolitische Katholizismus und die grundlegenden Prinzipien der katholischen Gesellschaftslehre und Sozialethik auch im wiedervereinigten Deutschland, das nicht mehr so stark von der katholischen Kirche geprägt war, weiterhin Gehör finden würden. Darüber hinaus sollte der Kreis dazu beitragen, ein Abdriften der CDU nach links zu verhindern.

## Namensgebung
Seinen heute noch gültigen Namen erhielt der Kreis nach einem Gespräch der Gründungspersönlichkeiten mit dem damaligen Kölner Erzbischof Joachim Kardinal Meisner. Er befürwortete die Gründung des Kreises sehr und unterbreitete den Vorschlag, die Gruppe nach seinem Vorgänger auf dem Kölner Bischofsstuhl, Joseph Kardinal Höffner, zu benennen. Meisner begründete dies damit, dass Höffner als Theologe und Volkswirt ein ausgewiesener Experte und eine Ikone der Katholischen Soziallehre und -ethik gewesen sei. Zu den stark Engagierten in der Anfangszeit des Kreises gehörten auch der Kohl-Vertraute und Staatssekretär Manfred Carstens (CDU) sowie der Kölner Weihbischof Klaus Dick. Bei einer der ersten Veranstaltungen des Kreises trat der Prager Erzbischof Kardinal Miloslav Vlk als Gastredner in der baden-württembergischen Landesvertretung in Bonn auf.
Im Jahr 2021 kündigte das Leitungsteam die Hinzuziehung von Historikern für eine Debatte zur Namensgebung an. Als Auslöser wurde ein Gutachten genannt, welches Höffner Pflichtverletzung im Umgang mit sexuellem Missbrauchs vorwirft.

## Leitung
1993 übernahm Georg Brunnhuber (CDU MdB) die Geschäftsführung des Kreises. Später ging die Leitung zunächst auf Hermann Kues (CDU), danach auf Karl Schiewerling (CDU) über. Seit 2017 ist Christian Hirte (CDU) der Vorsitzende des Kreises.

## Arbeitsweise
Der Kreis trifft sich in unregelmäßigen Abständen in der Parlamentarischen Gesellschaft gegenüber dem Reichstagsgebäude. Ziel ist es, Themen der christlichen Gesellschaftslehre und christliche Wertvorstellungen in einem geschützten Rahmen offen zu diskutieren, sich vertieft zu informieren und abzustimmen. Gegenstand sind u. a. Fragen der Bioethik, des Lebensrechts und der § 219a StGB. Je nach Thema werden auch Personen aus dem parlamentarischen Umfeld, Vertreter katholischer Verbände und Bischöfe eingeladen. Ungeachtet der katholisch geprägten Gründungsgeschichte legt der Kreis Wert auf ökumenische Offenheit. Regelmäßige Gäste sind die evangelischen Abgeordneten Volker Kauder, Hermann Gröhe, religionspolitischer Sprecher der Bundestagsfraktion, und Michael Brand.